# Iglesia de la Trinidad (Boston)

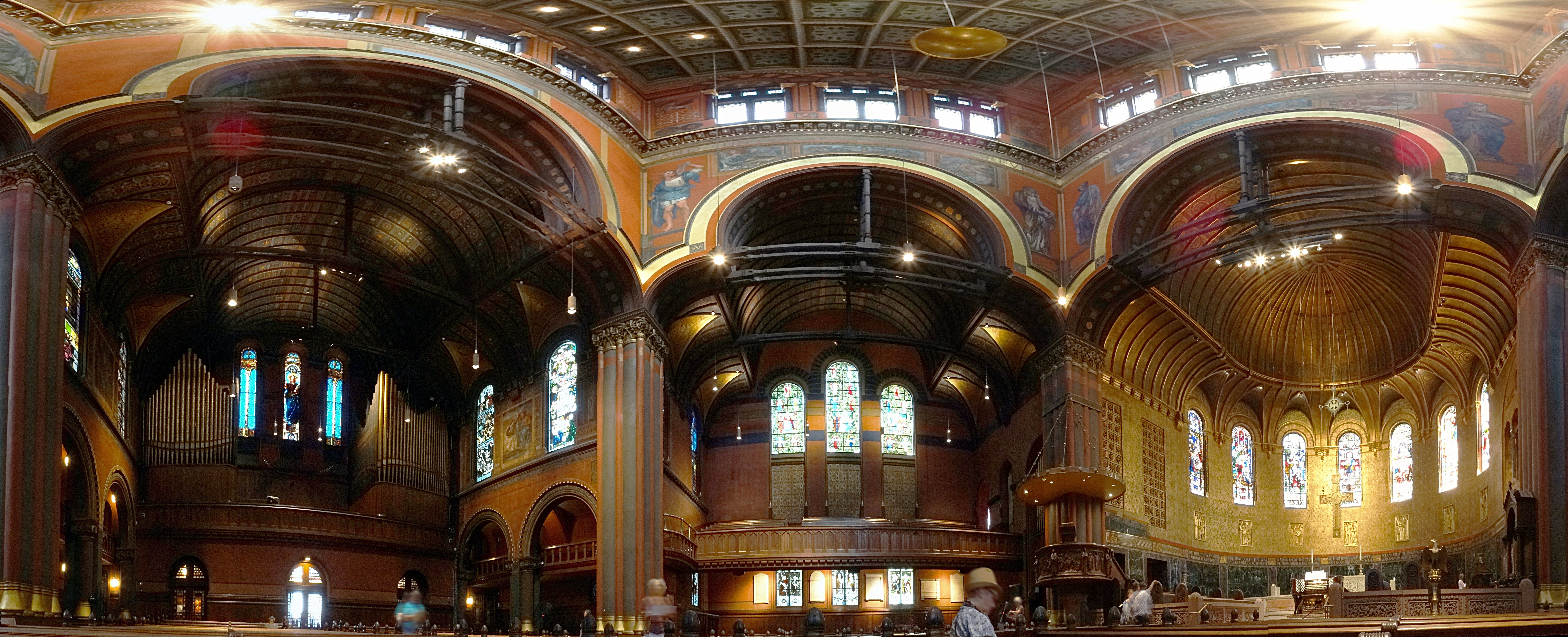
panorama interior

La iglesia de la Trinidad en la ciudad de Boston es una iglesia episcopal en la diócesis de Boston situada en Copley Square en el barrio Back Bay, de esa ciudad del este de Massachusetts. La congregación fue fundada en 1733. 

## Historia
Después de su antigua sede en la calle del verano, que se quemó en el gran incendio de 1872, el actual complejo de la iglesia fue construida bajo la dirección del predicador Phillips Brooks, uno de los más famosos y los personajes más carismáticos de su tiempo. 
El edificio es la obra maestra de Henry Hobson Richardson y del románico richardsoniano. Es el lugar de nacimiento y el arquetipo del estilo románico Richardson, que se caracteriza por un techo de arcilla, policromía, áspera piedra, arcos pesados y enorme torre. Este estilo fue rápidamente adoptado por una serie de edificios públicos en todo Estados Unidos.
El edificio se encuentra en el Registro Nacional de Lugares Históricos desde el 1 de julio de 1970 y es un Hito Histórico Nacional desde diciembre 30 del mismo año.
En 2007, figuró en el puesto 25 de la lista America's Favorite Architecture del American Institute of Architects (AIA).